# 唐孫華
唐孫華（1634年—1723年），字實君，別字東江，晚號息廬老人。江南太倉州（今江蘇省太倉市）人。

## 生平
生於崇禎七年（1634年），居太倉城東港，幼有神童之目，參與慎交社，有文名，為徐学所重視。清康熙二十七年（1688年）中进士，授陕西朝邑知縣，遷禮部儀制清吏司主事，兼翰林院行走。康熙三十五年，充任浙江主考官，因失職辞官。與查慎行唱和，登临游宴。雍正元年（1723年）卒。葬於太倉璜涇南原。著有《東江詩鈔》，收於《四庫禁毀書叢刊》。